# 1608 Муньос
1608 Муньос (1608 Muñoz) — астероїд головного поясу, відкритий 1 вересня 1951 року.
Тіссеранів параметр щодо Юпітера — 3,633.